# 尚敬 (成化進士)
尚敬（1430年—？），字宗禮，河南開封府許州臨潁縣人，明朝政治人物。進士出身。

## 生平
河南鄉試第十一名。成化二年（1466年）丙戌科會試第二百六十名，殿試登進士第三甲第八十一名。

## 家族
曾祖尚清。祖父尚志。父亲尚俊，曾任府經歷。